# Virusziekte

Overzicht van menselijke virusziekten en de verantwoordelijke virussoorten.

Een virusziekte of virusinfectie wordt in een organisme veroorzaakt door het binnendringen van virussen. De daaropvolgende reactie van het organisme kan zich uiten als een infectieziekte.

## Werking
Virussen kunnen zich alleen binnen gastheercellen vermenigvuldigen. Elk type virus heeft een voorkeur aan een scala van bepaalde cellen, organen en organismen waarin ze doordringen en zich vermenigvuldigen. De geïnfecteerde cel, die door het virus wordt gebruikt om nog meer virussen te maken, kan als zodanig door het immuunsysteem worden herkend en vervolgens gedood. Dit resulteert in een ontsteking die ook andere cellen kan beschadigen en die kan leiden tot een ziekte. Er bestaan snelle, maar ook sluipende, trage virusinfecties.
In de loop van de evolutie zijn virussen ontstaan die zeer goed zijn aangepast aan hun gastheer. Het is niet gunstig voor een virus als de gastheer dood gaat door de besmetting, omdat het virus voor zijn eigen reproductie van deze gastheer afhankelijk is. De ziekten die door zo een virus in de gastheer worden veroorzaakt, zijn daarom slechts bijwerkingen van de infectie. Bij mensen bestaan er daarom zowel onschadelijke maar ook extreem gevaarlijke virusinfecties.
De rinovirussen die verkoudheid veroorzaken en virussen die bijvoorbeeld wratten of herpes simplex veroorzaken, zijn daarom wereldwijd verbreid en succesvol. Infecties van virussen die nog niet goed zijn aangepast aan een mens als gastheer, zoals het Marburg-virus en het Ebola-virus, zijn bijzonder gevaarlijk. Sommige virussen, zoals hiv en de virussen die hondsdolheid veroorzaken, vermenigvuldigen zich succesvol door schijnbaar hun gastheren gedurende een voldoende lange periode onaangetast te laten terwijl de besmette personen de virussen al wel kunnen overdragen en andere mensen besmetten.
Vaccinatie is een mogelijkheid om mensen of dieren te beschermen tegen ziekmakende virussen. Dit is echter slechts mogelijk tegen een beperkt aantal virale infecties. Hieronder worden alleen virale infecties bij mensen behandeld.

### Gevaarlijke virusinfecties
Als vuistregel komen virale infecties bijna altijd vaker voor dan andere infecties. Virussen zijn in de meeste gevallen onschadelijk. De meeste mensen zijn latent geïnfecteerd met herpessimplex-virussen, varicellazostervirussen, cytomegalovirussen en Epstein-Barr-virussen. Sommige ogenschijnlijk onschuldige kinderziekten kunnen echter schade aan de organen veroorzaken als kinderen er niet tegen zijn ingeënt. Vooral een ongeboren kind loopt risico op dergelijke infecties.
Uitzonderingen zijn virussen die niet zijn aangepast aan de mens als hoofdgastheer (reservoirgastheer) en die zijn overgedragen op de mens, zoals hondsdolheid, hiv, Ebolakoorts, Marburg-koorts of SARS. Dergelijke ziekteverwekkers zijn buitengewoon gevaarlijk. De ziekten die ze veroorzaken hebben een hoog sterftecijfer (letaliteit).
Sommige virussen spelen echter een cruciale rol bij de ontwikkeling van bepaalde soorten kanker als ze lange tijd een latente infectie veroorzaken. Papillomavirussen blijken aanwezig te zijn in bijna alle gevallen van baarmoederhalskanker. Het Epstein-Barr-virus wordt geassocieerd met het endemisch Burkitt-lymfoom en nasofarynxcarcinoom.
Bij een onderdrukking van het afweersysteem kunnen virussen gevaarlijk zijn. Voorbeelden daarvan zijn aids, als iemand chemotherapie krijgt of na een orgaantransplantatie.
Voor dit soort ernstige ziekten worden antivirale middelen als therapie toegepast. Vergeleken met antibiotica die werken tegen bacteriële infecties hebben antivirale middelen vaak onvoldoende effect en worden ze slecht verdragen.

## Manieren van infecteren

### Infecties door druppels uit neus of keel
Virussen die worden overgebracht door druppels zijn bijvoorbeeld kinderziekten met huidklachten zoals mazelen, bof, rode hond, de vijfde ziekte, de zesde ziekte en waterpokken . De mazelen worden overgebracht door snotteren of hoesten via kleine witte vlekjes aan de binnenkant van de wangen. Ongeveer twee weken later verschijnen de typische rode vlekken op de huid. De verwekker van waterpokken, het varicellazostervirus behoort tot de herpesvirussen en blijft in het lichaam aanwezig na genezing van de ziekte. Het virus nestelt zich in zenuwcellen. Op oudere leeftijd kan dit virus weer actief worden met de ziekte gordelroos tot gevolg.
De volgende virusziekten worden via druppels overgebracht:
- Influenza (echte griep)
- Loopneus, hoest, verkoudheid (door rinovirussen, RSV, parainfluenzavirussen)
- Mazelen
- Bof
- Rodehond
- Vijfde ziekte (Erythema infectiosum, als gevolg van Parvovirus B19 )
- Zesde ziekte (exanthema subitum, vanwege HHV 6 )
- Waterpokken (veroorzaakt door varicellazostervirus)
- Ziekte van Pfeiffer (als gevolg van het Epstein-Barr-virus)
- SARS (door SARS-CoV )
- COVID-19 (door SARS-CoV-2)
- Cytomegalie
- Pokken (eerste uitgeroeide virus)

### Besmetting door contact
Besmettingen door direct contact komen ook vaak voor. Besmetting vindt plaats via voorwerpen of voedsel dat besmet is met ontlasting. De virussen dringen vervolgens het lichaam binnen via kleine wondjes of via het slijmvlies van mond, neus, ogen, luchtwegen, maag of darmen. Deze infecties veroorzaken eerst klachten in de nasopharynx of in het maag-darmstelsel. Er ontstaat dan diarree.
Virussen die leven in de darmen hebben meestal geen virusenvelop. Na een incubatietijd van enkele dagen tot weken (meestal ongeveer twee weken) kunnen, afhankelijk van het virus, meer specifieke symptomen  optreden.
Ebola en hepatitis B zijn virusinfecties die worden veroorzaakt door huidcontact met bloed. Deze virussen kunnen doordringen in het lichaam door kleine, onzichtbare wondjes in de huid, die micro-laesies worden genoemd.
Het poliovirus wordt overgedragen door contact. Het poliovirus leeft in de darm, maar veroorzaakt daar weinig problemen als het zich niet verder verspreidt - anders kan het leiden tot polio. De veroorzakers van acute hepatitis A en hepatitis E zijn ook darmvirussen; alleen als de lever wordt aangetast leidt een besmetting met deze virussen tot geelzucht .
Hondsdolheid wordt overgedragen via een beet van een besmet dier. Deze infectie wordt beschouwd als een contactinfectie. Een infectie kan namelijk optreden door het aanraken van een besmet dier, of dit nu levend is of dood. Door internationale vaccinatiemaatregelen wordt dit type virus niet meer vaak overgedragen. Zonder preventieve vaccinatie of vaccinatie onmiddellijk na infectie, kan de infectie met hondsdolheid ondanks moderne antivirale middelen tot de dood leiden.
De volgende virusziekten worden via contact overgebracht:
- Diarree (diarree, humaan rotavirus, adenovirus)
- virale Buikgriep
- Hepatitis A of E (geelzucht)
- Poliomyelitis (polio)
- Labiale herpes
- Gordelroos
- Koortslip
- Wratten (humaanpapillomavirus )
- waterwratten
- Rabiës (via dierenbeet of contact)
- Lassakoorts
- Ebola
- Marburg-koorts (door het Marburgvirus)
- Hantaviruskoorts (via de urine van knaagdieren)

### Besmetting door lichaamsvloeistoffen
Sommige virussen worden alleen overgedragen door de uitwisseling van lichaamsvloeistoffen. Voor overdracht van het virus is direct contact nodig met bloed of slijmvliezen. Deze infecties kunnen optreden door een bloedtransfusie, naaldprikken of  geslachtsgemeenschap. Hiv en chronische hepatitis zijn hier voorbeelden van.
Besmetting door lichaamsvloeistoffen kan ook optreden tijdens de zwangerschap. Rodehond, mazelen, de vijfde ziekte en het cytomegalovirus worden overgedragen op het ongeboren kind. Hiv, hepatitis B en Genitale herpes kunnen tijdens de bevalling worden overgedragen.
De volgende virusziekten worden via lichaamsvloeistoffen overgebracht:
- Aids (via hiv)
- Hepatitis B, hepatitis C en hepatitis D
- Cytomegalie
- Genitale herpes

Tijdens een zwangerschap (prenataal):
- Herpes simplex
- Mazelen
- Geringde rubella
- Rubella
- Cytomegalie

Tijdens een bevalling (perinataal):
- Aids (via hiv)
- Hepatitis B
- Herpes neonatorum

### Besmetting door bloedzuigende insecten
Infectie via bloedzuigende insecten is wereldwijd een zeer belangrijke transmissieroute. Deze infectieroute behoort tot de infectie door uitwisseling van lichaamsvloeistoffen, maar wordt altijd apart beschouwd. De groep van alle door bloedzuigende insecten overgedragen virussen kan ook buiten de gebruikelijke taxonomie worden samengevat onder de naam arbovirussen.
De volgende virusziekten worden via bloedzuigende insecten overgebracht:
- TBE (via tekenbeet)
- RSSE (via tekenbeet) kan leiden tot hersenontsteking
- Louping-encefalitis (via tekenbeet)
- Powassan-encefalitis (via tekenbeet)
- Kyasanur boskoorts (via tekenbeet)
- Omsk hemorragische koorts (via tekenbeet)
- Colorado tekenkoorts (via tekenbeet)
- Gele koorts (via muggenbeet)
- Dengue-koorts (via muggenbeet)
- Japanse encefalitis (via muggenbeet)
- West-Nijlkoorts (via muggenbeet)
- Chikungunya-koorts (via muggenbeet)
- O'nyong nyong-koorts (via muggenbeet)
- Rift Valley-koorts (via muggenbeet)
- Zandvlieg koorts = Pappataci koorts (via muggenbeet)
- Ross River-koorts (via muggenbeet)
- Sindbis-koorts (via muggenbeet)
- Mayaro-koorts (via muggenbeet)
- Murray Valley Encephalitis (via muggenbeet)
- Louis-encefalitis (via muggenbeet)
- Rocio-encefalitis (via muggenbeet)
- Californië encefalitis (via muggenbeet)
- Bunyamwera-koorts (via muggenbeet)
- Oropouche-koorts (via muggenbeet)
- Hepatitis B (ook door de steek van de Cimex lectularius = gewone bedwants en Cimex hemipterus = tropische bedwants)

### Lokale virusinfecties
De meeste virusinfecties veroorzaken gegeneraliseerde symptomen. Sommige virussen veroorzaken echter een lokale infectie in de luchtwegen of in het spijsverteringskanaal, in de hersenvliezen of op het oog. Bij dit soort infecties zijn de symptomen van de verschillende virusinfecties en bacteriële infecties vergelijkbaar. Een arts moet onderscheid kunnen maken om onnodige toediening van antibiotica te voorkomen.
Virusinfecties zijn over het algemeen niet etterig. Virussen veroorzaken ook geen bloedvergiftiging en vormen geen gifstoffen in het lichaam van de gastheer.
Infecties van de bovenste luchtwegen zijn meestal viraal. Hoesten en een loopneus worden veroorzaakt door rinovirussen, RSV of para-influenza-virussen. De echte griep (influenza) wordt gekenmerkt door keelpijn en droge hoest zonder loopneus maar met koorts, hoofdpijn en andere pijn in het lichaam. Speciale therapie bij een influenzabesmetting is niet nodig.
Amandelontsteking kan worden veroorzaakt door bacteriën of door het Coxsackievirus A of het Epstein-barrvirus.
Longontsteking door RSV- of para-influenza-virussen is interstitieel, dat wil zeggen dat het diffuus verdeeld is tussen de cellen en daardoor moeilijk te zien in het röntgenbeeld. Dit in tegenstelling tot een alveolaire longontsteking veroorzaakt door bacteriën. De hoest is zonder slijm en gaat gepaard met een infectie van de bovenste luchtwegen, loopneus, hoest, hoofdpijn en koorts.
Meningitis verloopt ook mild indien het veroorzaakt is door virussen en er geen pus is in het hersenvocht. De meeste gevallen van meningitis worden veroorzaakt door pathogenen, die ook in de luchtwegen voorkomen. Ze komen van daaruit via laesies in de bloedbaan terecht.
Darminfecties veroorzaakt door virussen vereisen meestal geen speciale diagnostiek of behandeling met geneesmiddelen. Bij het optreden van diarree is het belangrijk om veel water met wat zout te drinken.
Het herpes simplex-virus wordt overgedragen via speeksel of door geslachtsgemeenschap. Het virus veroorzaakt blaren op de lippen (herpes labialis) of op het slijmvlies in het urogenitale gebied (genitale herpes). De infectie verdwijnt meestal vanzelf door succesvolle immuunafweer van het lichaam. Het virus blijft echter levenslang aanwezig in zenuwcellen, net zoals het varicellazostervirus.
Virussen kunnen ook conjunctivitis of hoornvliesontsteking in het oog veroorzaken.